# 等ラウドネス曲線

ISO 226:2003の等ラウドネス曲線（Suzuki-Takeshima曲線）

等ラウドネス曲線（とうラウドネスきょくせん、英語: Equal loudness contour）は等しい音の大きさと感じる周波数と音圧のマップを等高線として結んだものである。
2つの音がもつ物理的な音圧が等しくても、ヒトが感じる音の大きさ（ラウドネス）は音の周波数により異なる。ラウドネスが等しくなる音圧レベルを結んだ等高線（contour）が等ラウドネス曲線である。1933年のベル研究所の Fletcher と Munson による等ラウドネス曲線（フレッチャー゠マンソン曲線）をはじめとして、様々な研究で等ラウドネスレベル曲線が提案されてきた。各曲線は測定法（イヤホン、スピーカー）等の違いにより差異がある。現在広く用いられるものにISO 226がある。

## ISO 226
ISO 226は標準等ラウドネスレベル曲線（英: normal equal-loudness-level contours）を定義する国際規格である。正式規格名称は「ISO 226:2003 Acoustics — Normal equal-loudness-level contours」である。
1956年にイギリス国立物理学研究所の Robinson と Dadson が無響室でスピーカーを用いて測定したロビンソン゠ダッドソン曲線が1965年に ISO R 226 として国際推奨規格となり、1987年には ISO 226 として国際規格となった。しかし1980年代以降の研究者達からは 1 kHz より低い周波数域における疑義が唱えられていた。
2003年に東北大学の鈴木陽一らの大規模な研究結果が ISO により承認され、 ISO 226:2003 として改正された。この研究はドイツ・デンマーク・アメリカ・日本の国際共同研究グループで行われ、約 40 % のデータは日本から提供された。日本での実験には産業技術総合研究所の大無響室が使われた。

### 注意
加齢による聴力の衰えがない若い人を測定した結果である。上記の日本での実験では被験者は 18 歳から 25 歳までであった。若いといってもこの程度であり、 10 歳児などは含まれていない。
また ISO 226:2003 の等ラウドネス曲線はあくまで統計的なもので、個々人の等ラウドネス曲線はこのような滑らかなものではなく激しい山谷があることが知られている。「日本人の平均顔」に皺やホクロがないように、そのようなものは消え失せた結果である。